# Le campane di Nagasaki
Le campane di Nagasaki è un libro autobiografico di Takashi Nagai, medico radiologo giapponese, testimone e sopravvissuto al bombardamento atomico di Nagasaki.
Nel libro l'autore descrive gli avvenimenti avvenuti prima, durante e dopo l'esplosione della bomba atomica su Nagasaki il 9 agosto del 1945. Al momento dell'esplosione il dottor Nagai, all'epoca professore assistente presso l'Università di Medicina di Nagasaki (oggi Scuola di Medicina dell'Università di Nagasaki), era in servizio nel reparto di radiologia, a poche centinaia di metri dall'epicentro dell'esplosione. Riuscì salvarsi solo perché protetto dalla pareti di cemento armato dell'edificio, pensate per preservare dalle radiazioni le persone all'esterno.
Il contenuto è un dettagliato resoconto dei fatti di cui Nagai è stato direttamente testimone e di come egli stesso fu coinvolto nell'opera di soccorso ai sopravvissuti nonostante avesse riportato una grave ferita con la rottura dell'arteria temporale destra. Nagai descrive vividamente come la città, e in particolare il quartiere di Urakami dove si trovava l'ospedale, fu totalmente distrutta e di come molti colleghi e altre persone si ammalarono e in molti casi morirono per effetto delle ustioni, delle radiazioni e di quella che egli stesso definì "malattia atomica" nei giorni e nei mesi successivi.

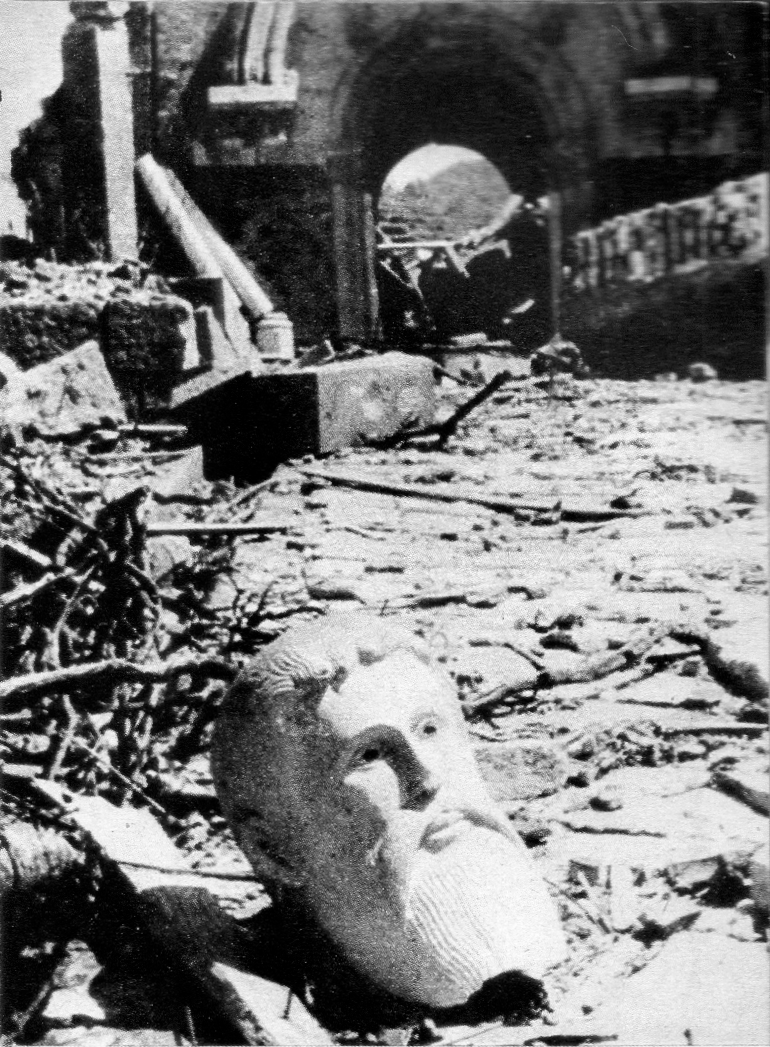
I resti della cattedrale distrutta dalla bomba atomica.

Il titolo del libro si riferisce alla "campana dell'Angelus" che fu miracolosamente ritrovata praticamente intatta tra le macerie della cattedrale cattolica di Urakami, vicinissima all'epicentro, distrutta dalla bomba.
Terminato il 9 agosto del 1946, esattamente un anno dopo lo scoppio della bomba, il libro fu proposto dagli amici di Nagai a diverse case editrici. Fu finalmente pubblicato nel 1949. La censura americana ne autorizzò la pubblicazione solo a patto che nel volume fosse inserito anche un resoconto delle atrocità commesse dai giapponesi nelle Filippine durante la guerra.

## Opere derivate
Nel 1950 fu distribuito in Giappone il film Le campane di Nagasaki  (長崎の鐘?, Nagasaki no kane) diretto da Hideo Ōba e in parte tratto dall'omonimo libro e da altre opere di Nagai. Nel film è presente una canzone composta da Yūji Koseki su testi del poeta Hachirō Satō che, cantata da Ichirō Fujiyama, divenne molto popolare all'epoca.

## Edizioni
- (JA) 長崎の鐘, Nagasaki no kane, Tokyo, Hibiya Shuppansha, gennaio 1949.[6]
- Le campane di Nagasaki, traduzione di Maria Pia Miège, Milano, Garzanti, 1952, SBN TO00625262.
  -  Le campane di Nagasaki, traduzione di Maria Pia Miège, Milano, Luni Editrice, 2014, ISBN 978-88-7984-424-6.
- (FR) Les Cloches de Nagasaki. Le journal d'une victime de la bombe atomique à Nagasaki, traduzione di K. e M. Yoshida, M. Suzuki e J. Masson, Tournai, Casterman, 1953, SBN IEI0164234.
- (EN) The Bells of Nagasaki, traduzione di William Johnston, Tokyo, New York & San Francisco, Kodansha International, 1984, ISBN 0-87011-617-7.